# Fermín Aldeguer
Fermin Aldeguer, född 5 april 2005 i Murcia, är en spansk motorcykleförare som tävlar i Moto2-klassen i världsmästerskapen i Grand Prix Roadracing. Aldeguer har startnummer 54 på sin motorcykel.

## Tävlingskarriär
Aldeguer började tävla i minimoto vid sex års ålder och hade flera framgångar de följande åren. Han tävlade i European Talent Cup 2018 och 2019, därefter i europeiska superstock 600-mästerskapen 2020 och europeiska Moto2-mästerskapen 2021. De två sista klasserna vann han. Säsongen 2021 var intensiv, förutom eurpamästerskapet i Moto2 tävlade Aldeguer också i MotoE World Cup och fick i slutet av säsongen göra debut i världsmästerskapet i Moto2 för Speed Up-teamet.
Säsongen 2022 körde Aldeguer hela säsongen i Speed Up-teamet på en Boscoscuro-motorcykel. Han slutade 15:e i VM-tabellen med två fjärdeplatser som enskilt bästa resultat. Aldeguer fortsatte i Moto2 hos Speed Up 2023 och då kom framgångarna. Han tog sin första Grand Prix-seger 6 augusti i Storbritanniens Grand Prix på Silverstonebanan. Han vann även de fyra sista tävlingarna för säsongen och slutade på tredje plats i VM. Även 2024 fortsatte Aldeguer hos Speed Up.
I mars 2024 kom nyheten att Aldeguer tecknat kontrakt med Ducati att köra i kungaklassen MotoGP för Pramac Racing säsongen 2025.